# Торговый дом братьев Кудиных
Торговый дом братьев Кудиных — компания, организованная во второй половине XIX века двумя братьями — Иваном Никитичем Кудиным и Алексеем Никитичем Кудиным в Павловском Посаде.

## История

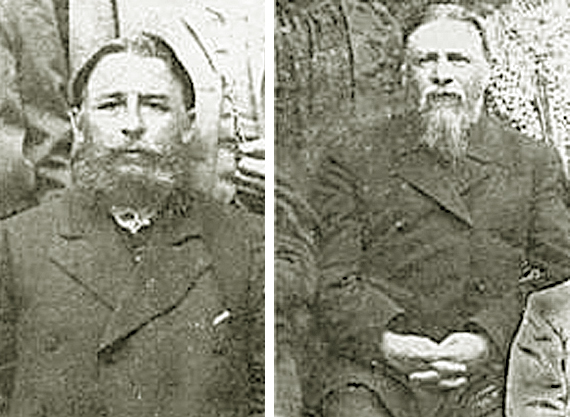
Иван Никитич и Алексей Никитич Кудины

Крестьянин деревни Городок Никита Кудин в 1869 году основал шерстоткацкую и шёлкоткацкую платочно-набивную фабрику. Вначале была организована раздаточная контора. В ней распределялись коконы тутового шелкопряда для размотки на дому местным жителям. Затем, уже размотанный шелк поставлялся на шелковые фабрики. У Никиты Кудина было два сына: Иван Никитич и Алексей Никитич. Они построили на берегу реки Клязьмы деревянные фабричные корпуса. В этих корпусах началась выделка шелковых и полушелковых платков. В 1895 году братья подали прошение разрешить им содержать шелко-красильную фабрику при деревне Городок. Власти дали это разрешение и 1897 году был учреждён «Торговый дом братьев Кудиных». В этом же году было произведено товара на сумму 54 570 рублей — кавказских фуляровых и полушелковых платков.
В 1865 году братья Кудины вместе с Егоров Афанасьевичем Соколиковым на его части предприятий учредили торговый дом «Е. А. Соколиковы и товарищество мануфактур братьев Кудиных».
По состоянию на 1905 году братья, помимо красильного и шёлкоткацкого производства, занимались еще и шерстопрядением. Предприятие стало называться «Шерстоткацкая и шёлкоткацкая платочно-набивная фабрика братьев И. и А. Кудиных в д. Городок». При фабрике работала больница для фабричных рабочих. В 1907 году на берегу реки Клязьмы были построены новые кирпичные корпуса. Территория фабрики составляла 34 десятины 600 квадратных сажен. В декабре 1907 года было учреждено Товарищество манкфактур «Братья И. и А. Кудины».

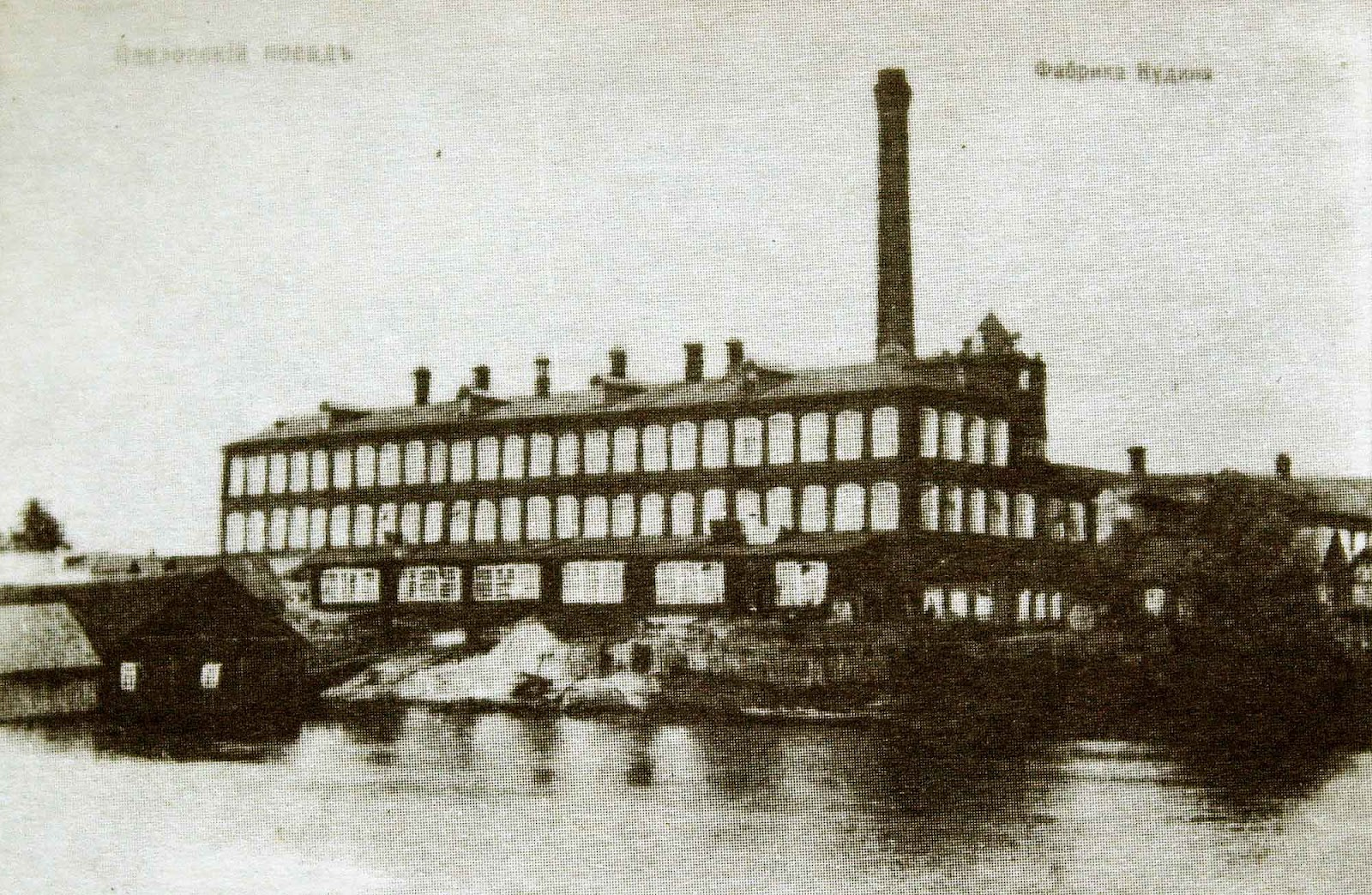
Фабрика Кудиных

Сумма основного капитала Товарищества составляла 2 миллиона рублей (400 паёв). На фабриках работало около 1000 рабочих. В 1908 году в состав правления Товарищества входили Василий Иванович Кудин, Иван Никитич и Алексей Никитич Кудины.
В 1909 году Товарищество заработало 417 тысяч рублей за выпуск шерстяных и хлопчатобумажных набивных платков. На фабрике работало 150 рабочих.
В период 1906—1908 года в Городке возводилась церковь Вознесения Господня благодаря выделенным средствам фабрикантов Кудиных. В состав правления Товарищества братьев Кудиных ткацко-платочной фабрики входили Алексей Никитич, Иван Никитич, Василий Иванович старший, Иван Алексеевич, Василий Иванович младший. На фабрике в то время работало 900 человек. Фабрика была оснащена паровым двигателем в 180 лошадиных сил. Ежегодно прибыль от производства шелковых и шерстяных платков составляла 2 миллиона рублей.
В 1910 году была построена шоссейная дорогая от шёлковой мануфактуры Торгового дома до улицы Купеческой.
После революции фабрика была национализирована, в 1919 году стала называться «Городковская фабрика» Платочного комбината.
В это время на фабрике было 1166 рабочих и 592 станка.
По состоянию на 1930 год здесь работало 1166 рабочих, было 592 станка. В 1944 году фабрика была объединена с фабриками им. Х годовщины Октября. В XXI веке фабрика закрыта, ее помещения сдаются в аренду.